# Gerhardus Fabius
Gerhardus Fabius (Lisse, 13 december 1806 - 's-Gravenhage, 24 maart 1888) was een Nederlands marineofficier en politicus. 

## Biografie
Gerhardus Fabius was een telg uit het geslacht Fabius, en een zoon van de predikant Jan Christiaan Fabius en Aagje van Voorthuysen. In 1856 trouwde hij in Batavia met Johanna Elisabeth Frederica Bouricius, met wie hij drie dochters en een zoon kreeg. Hij was de oom van het Tweede Kamerlid Jan Christiaan Fabius en de staatsraad Paul Fabius. Hij ging van 1820 tot 1826 naar de Kweekschool voor de Zeevaart, en werd uiteindelijk viceadmiraal in 1867.
Na zijn pensioen in 1869 werd hij in 1873 in de Tweede Kamer der Staten-Generaal gekozen, waar hij vier jaar lid van zou blijven. Daar sprak hij uiteraard over marine-aangelegenheden, maar ook over bijvoorbeeld koloniën, buitenlandse zaken en belastingen. In 1874/1875 maakte hij deel uit van de parlementaire enquêtecommissie inzake de Nederlandse koopvaardijvloot. Hij zette zich tevens in voor de handhaving van lijfstraffen en maakte zich sterk voor de bestrijding van drankmisbruik. 
Fabius ontving de Militaire Willems-Orde (Ridder vierde klasse) en werd benoemd tot Ridder in de Orde van de Nederlandse Leeuw.  